# Вера Мутафчиева
Вера Петрова Мутафчиева (р. 28 март 1929 – п. 9 юни 2009) е българска писателка и историчка.
Тя е специалистка по османистика и социално-икономическа история на България по време на Османската империя, академик на БАН (2004), доктор на историческите науки (1978), ст.н.с. I ст. (1980). Има десетки научни публикации в България и чужбина. От 1961 г. публикува художествена проза – романи, повести, есета с историческа и съвременна тематика. Историческите ѝ романи са многократно преиздавани в България, преведени са на над 10 езика и са удостоени с множество български и международни награди. Авторка е на сценария на най-гледания български филм „Хан Аспарух“ (1981). Носителка е на орден „Стара планина“ I степен (1999).

## Биография

### Произход и образование
Вера Мутафчиева е родена на 28 март 1929 г. в София в семейството на акад. Петър Мутафчиев (1883 – 1943) – историк медиевист и византолог и Надежда Трифонова. Нейният брат проф. Боян Мутафчиев е физикохимик във Франция.
През 1951 г. Вера Мутафчиева завършва история в Софийския държавен университет. Асистент е в Ориенталския отдел на Народната библиотека „Св. св. Кирил и Методий“ (1950 – 1955), аспирант по османска история в Института за история към БАН (1955 – 1958). През 1958 г. защитава дисертация „Феодалната рента в Османската империя, XV–XVI век“ за научна степен кандидат на историческите науки.

### Научна кариера
Младши научен сътрудник в Института по история при БАН (1958 – 1964), младши научен сътрудник в Института по балканистика при БАН от основаването му (1964 – 1965), старши научен сътрудник II степен в Института по балканистика (1965 – 1979) и в Института за литература при БАН (1979 – 1980), старши научен сътрудник I степен в Института за литература (1980 – 1991), в Института по демография (1991 – 1992) и в Института по история при БАН (1992 – 1993).
В. Мутафчиева е доктор на историческите науки след защита на дисертацията „Кърджалийско време“ (1978 г.).

### Обществени ангажименти
Основателка и директорка на Центъра за древни езици и култури към Комитета за култура (1978 – 1980). Директорка на Българския изследователски институт в Австрия (1980 – 1982). Вера Мутафчиева е заместник-председателка на БАН (1993 – 1996), председателка на Агенцията за българите в чужбина (1997 – 1998), създава и ръководи Издателския съвет към Националния дарителски фонд „13 века България“ (1998 – 2009) и е член на Управителния съвет на Фонда (1997 – 2005).
Член е на Съюза на българските писатели (СБП) (януари 1968 – 1994) и секретар на секцията по белетристика (1982 – 1986). Член-учредител на Сдружението на българските писатели (1994).

### Агент към 6-о управление на ДС
На 10 юни 2008 г. името на Вера Мутафчиева излиза в документ на Комисията по досиетата, оповестяващ лицата с установена принадлежност към службите. Мутафчиева е проверявана в качеството на председател на Агенцията за българите в чужбина, пост заеман от нея през 1997 – 98 г.
Според изнесените данни Вера Мутафчиева е вербувана на 1 август 1969 г., а на 23 септември 1969 г. е регистрирана като агент на I отдел на VI управление на Комитета за държавна сигурност с псевдоним „Атанас“. Личното и работното ѝ дела към 24 януари 1990 г. възлизат на 4 тома.

### Смърт
Умира след кратко, но тежко боледуване на 9 юни 2009 г. в София. Прахът ѝ е разпилян в Егейско море на 13 юли 2009 г.

## Творчество и научна дейност
Нейни са фразите:
| „ | Българи няма, има разни българи. Българите сме имали гражданско общество само по турско време. Човекът разбира само от бой, от беди всякакви, а не от уроци. | “ |

Творческият път на Вера Мутафчиева започва от 1952 г. със студии за историята на България в османската епоха.
Творческия си път Вера Мутафчиева завършва с мемоаристиката на „Разгадавайки баща си“ (1997), „Семейна сага“ (2000), трите части „Бивалици“ и заключителната „Не/бивалици“. Избраните ѝ съчинения са публикувани в 12 тома през 2008 година. Авторка е на пиесата „Пътят“, играна в Младежкия театър, и на пиесата за Васил Левски „Процесът“, която не е била поставяна. Сценаристка е на най-гледания филм в българската история – суперпродукцията в 3 части „Хан Аспарух“, както и на филма „Непълнолетие“.
Научната продукция на Вера Мутафчиева включва издаването на извори за българската история под османска власт, над 80 студии и статии в български и чуждестранни списания, както и монографиите „Аграрните отношения в Османската империя, XV–XVI в.“ (преведена в САЩ и Гърция), „Към статута на тимарите през XVII–XVIII в.“ – в съавторство (издадена на френски: "Sur l'état des timars des XVIle – XVIIIe "), „Вакъфът – един аспект от социално-икономическата структура на Османската империя, XV–XVII в.“ (издадена на френски: „Le vakif – un aspect de la structure socio-économique de l'Empire ottoman, XVe-XVIIе s.)“, „Кърджалийско време“ (издадена на френски в Турция), „Османска социално-икономическа история“, и пр. С частта „България под османска власт“ Мутафчиева допълва известната „История на българския народ (от наченките на човешки живот по нашите земи до българското Възраждане)“ на Петър Мутафчиев. Сред проектите, които ръководи, са първото публикуване на български на стари европейски пътеписи за България (XV в. – Ханс Шилтбергер и Бертрандон де ла Брокиер; XVI в. – Ханс Дерншвам); първият антропологически подбор на документи „Румелийски делници и празници през XVIII в.“; първото издаване на документи за разгрома на българската наука след 9.9.1944 г. – „Съдът над историците. Българската историческа наука – документи и дискусии (1944 -1950)“. Авторка е на главите, посветени на османското владичество в „История на България (681 – 1944)“ (останалите автори са Иван Божилов, Константин Косев, Андрей Пантев и Стойчо Грънчаров) и в учебници по история за 5-и и за 11-и клас.
Преди да се впусне в художествената литература, Вера Мутафчиева публикува научнопопулярните книги „Ранни въстания“, „Да се знае…“, „Повест за доброто и злото“, „Габрово“, „Голямата борба“ и „Кърджалийско време“, но и по-късно остава вярна на пристрастията си към този жанр с книгите „Богомили“, „В сянката на Азия. Завладяването на България от османците и българските земи в османската държавна система“, „Турция. Между Изтока и Запада“ (в съавторство) и пр.
Интересът към процесите от най-новата световна и българска история е засвидетелстван от публицистиката на Вера Мутафчиева и участието ѝ в ръководения от доц. Веселин Методиев изследователски и образователен проект „Българското общество през втората половина на ХХ век“, включен в програмата на департамент „История“ на Нов български университет (НБУ). Тя ръководи интервюиращ екип от журналисти и учени, като през 2005 и 2006 г. издава два тома „Историята населена с хора“  с общо 110 интервюта на наши съвременници.
През 2002 г. Вера Мутафчиева дарява на Нов български университет архива на своя баща проф. Петър Мутафчиев.

## Награди
Вера Мутафчиева получава редица награди, сред които:
- Награда на Съюза на българските писатели за проза (1978 и 1992),
- Международна награда „Готфрид фон Хердер“ – за цялостно творчество (1980),
- „Златната роза“ на кинофестивала във Варна – за сценарий на филма „Хан Аспарух“ (1982),
- споделя Димитровска награда със създателите на същия филм (1982),
- Награда на София (1986),
- орден „Кирил и Методий“ – I степен (1989),
- Награда на Съюза на българските писатели за роман (1991),
- сред първите лауреати на наградата „Паница“ на фондация „Свободна и демократична България“ за журналистика (1994),[10]
- първи носител на Голямата награда за литература на СУ „Св. Климент Охридски“ (1999),
- орден „Стара планина“ – I степен (1999),
- Почетен знак с лента „Марин Дринов“ на БАН (1999),
- Голямата награда на Четвъртия салон на изкуствата – за принос в българската книжовност и национална култура (1999),
- Награда на Българо-германския форум – за принос в утвърждаването на гражданското общество в България и за развитието на българско-германските отношения (2000),
- първи носител на държавната награда „Паисий Хилендарски“ (2000),
- Награда на Ротари клуб – София (2002),
- Национална награда „Христо Г. Данов“ за цялостен принос (2002)[11],
- Национална награда „Иван Николов“ за цялостно творчество (2003),
- Национална литературна награда „Иван Вазов“ (2005).[12]

## Почетни степени и звания
Доктор хонорис кауза на СУ „Св. Климент Охридски“ (1999) и на Нов български университет (2000). Почетен член на БАН (1999). На 5 юли 2004 г. е избрана за член от събранието на академиците на Българската академия на науките.

## Памет
На Вера Мутафчиева е наречена улица в квартал „Кръстова вада“ в София (Карта).

## Филмография
- 681 – Величието на хана (1981)
- Непълнолетие (тв, 1981)
- Хан Аспарух (1981)
- Трудна любов (1974)